# Ла-Хойоса
Ла-Хойоса (ісп. La Joyosa) — муніципалітет в Іспанії, у складі автономної спільноти Арагон, у провінції Сарагоса. Населення — 936 осіб (2010).
Муніципалітет розташований на відстані близько 270 км на північний схід від Мадрида, 19 км на північний захід від Сарагоси.
На території муніципалітету розташовані такі населені пункти: (дані про населення за 2010 рік)
- Ла-Хойоса: 407 осіб
- Марлофа: 529 осіб

## Демографія
Динаміка населення (INE ):